# Егорлыкская (аэродром)
Егорлыкская — бывший военный аэродром в Ростовской области, расположенный в 3 км западнее станицы Егорлыкской, в 35 км юго-восточнее города Зерноград.
На аэродроме дислоцирован 325-й отдельный транспортно-боевой вертолётный полк из состава 4-й гвардейской армии ВВС и ПВО. На вооружении полка состоят вертолёты Ми-8 и Ми-26. В 2009 году 325 отбвп расформирован, базировалась эскадрилья от войсковой части 31413 г. Кореновск. В 2010 году эскадрилья расформирована, аэродром не эксплуатируется.